# Hexatoma flavimarginata
Hexatoma flavimarginata är en tvåvingeart som först beskrevs av Yang 1999.  Hexatoma flavimarginata ingår i släktet Hexatoma och familjen småharkrankar. Inga underarter finns listade i Catalogue of Life.